# César Castro
César Augusto Aquino de Castro, noto più semplicemente come César Castro (Brasilia, 2 settembre 1982), è un tuffatore brasiliano.
Ha rappresentato il suo paese ai Giochi olimpici di Pechino 2008 e Londra 2012.

## Palmarès
- Giochi Panamericani

Rio de Janeiro 2007: argento nel trampolino 3m.
Guadalajara 2011: bronzo nel trampolino 3 m.
- Campeonato Sudamericano de Primera Fuerza de Deportes Acuáticos

San Paolo 2008: oro nel trampolino 3m, argento nel trampolino 1m,  bronzo nel trampolino 3m sincro.